# 成自立
成 自立（ソン・ジャリプ、朝鮮語: 성자립、1948年10月11日 - ）は、朝鮮民主主義人民共和国の政治家。人民大学習堂副総長。金日成総合大学総長、高等教育相、朝鮮労働党中央委員会委員、6.15共同宣言実践北側委員会副委員長などを歴任した。

## 経歴
1948年にソン・シベクの息子として生まれ、金日成によって命名された。兄は朝鮮社会民主党参事などを務め、2006年に愛国烈士陵に埋葬された。父親のソン・シベクは、光復前に中国での抗日運動に参加し大韓民国臨時政府に参加した他、中国共産党の機関紙の編集員などを務めた。光復後には大韓民国に工作員として派遣されたが、1950年5月に逮捕され朝鮮戦争開戦直前に処刑された。そのため、革命家の遺児が通う万景台革命学院を卒業した。
2003年8月21日に韓国・大邱広域市で開催された2003年夏季ユニバーシアードに北朝鮮代表団長として参加した。2004年2月に金日成総合大学総長に任命され、同年3月には最高人民会議第11期代議員に補選され、法制委員会委員に選出された。同年10月22日にはロシアの極東連邦大学開校記念行事に参加し、史上初めて鄭雲燦ソウル大学校総長と会談した。同年12月20日には6・15宣言実践北側準備委員会委員委員に選ばれた。
2005年8月14日に韓国・ソウル市で開催された「自主平和統一のための8.15民族大祝典」に北側民間代表団として参加し、朝鮮戦争での韓国軍戦死者が祀られている国立ソウル顕忠院を参拝した。
2006年3月30日に開催された6.15共同宣言実践北側委員会総会で同委員会副委員長に選任された。2009年3月9日に実施された最高人民会議第12期代議員選挙で代議員に再選され、4月9日に開催された最高人民会議第12期第1回会議で法制委員会委員に再任された。同年11月30日に訪朝した陳至立全人代常務委員会副委員長と朝中親善議員委員会委員長として会談した。
2010年8月に高等教育相に任命され、9月28日に開催された朝鮮労働党第3回党代表者会で朝鮮労働党中央委員会委員候補に選出された。2011年12月17日に金正日総書記が死去した際には、国家葬儀委員会委員に選ばれた。
2013年4月1日に開催された最高人民会議第12期第7回会議で金日成総合大学総長、高等教育相を解任され、2014年3月9日に実施された最高人民会議第13期代議員選挙で代議員に選出されなかった。2015年6月から人民大学習堂副総長を務めている。